# Вернаска
Вернаска (итал. Vernasca) —  коммуна в Италии, располагается в регионе Эмилия-Романья, подчиняется административному центру Пьяченца.
Население составляет 2458 человек, плотность населения составляет 34 чел./км². Занимает площадь 72 км². Почтовый индекс — 29010. Телефонный код — 0523.
Покровителем города почитается святой Колумбан.

## Достопримечательности
- Виголено — старинный каменный замковый комплекс